# LEC・CRP1
LEC CRP1 は、レック・リフリジレーション・レーシングが開発したフォーミュラ1カー。1977年のF1世界選手権に投入された。

## 概要
LECによって作成された唯一のF1車である。車はデビッドの父チャーリー・パーレイによって資金提供された。アルミニウム製モノコックにコスワースDFVエンジンとヒューランド製ギアボックスを搭載した。サスペンションは内部スプリングを備えたダブルクロスアームとリアリアクションロッドで構成されていた。ラジエターは車両の側面に取り付けられていた。
CRP1は5戦に出場した。初戦はスペイングランプリであったが、予選落ちし決勝には出場できなかった。ベルギーグランプリでは13位、スウェーデングランプリでは14位であった。フランスグランプリではリタイアした。続くイギリスグランプリの予備予選でパーレイは大クラッシュし瀕死の重傷を負った。
1979年、パーレイはオーロラF1シリーズに参戦、2戦でCRP1を使用した。

## F1における全成績
(key) （太字はポールポジション）
| 年     | チーム                                 | エンジン | ドライバー         | 1   | 2   | 3   | 4   | 5   | 6   | 7   | 8   | 9   | 10   | 11  | 12  | 13  | 14  | 15  | 16  | 17  | ポイント | 順位 |
| ------ | -------------------------------------- | -------- | ------------------ | --- | --- | --- | --- | --- | --- | --- | --- | --- | ---- | --- | --- | --- | --- | --- | --- | --- | -------- | ---- |
| 1977年 | レック・リフリジレーション・レーシング | フォード |                    | ARG | BRA | RSA | USW | ESP | MON | BEL | SWE | FRA | GBR  | GER | AUT | NED | ITA | USA | CAN | JPN | 0        | 39   |
| 1977年 | レック・リフリジレーション・レーシング | フォード | デビッド・パーレイ | —   | —   | —   | —   | DNQ | —   | 13  | 14  | Ret | DNPQ | —   | —   | —   | —   | —   | —   | —   | 0        | 39   |

## 参照
1. ↑  “LEC CRP1”.   chicanef1.com. 2012年10月22日閲覧。
2. 1 2 3 4 5  “LEC CRP1”.   gp.artem-kiselev.info. 2012年10月22日閲覧。
3. ↑  “LEC CRP1”.   statsf1.com. 2012年10月22日閲覧。
4. ↑  “LEC CRP1 race history”.   oldracingcars.com. 2012年10月22日閲覧。